# Euryopis elenae
Euryopis elenae är en spindelart som beskrevs av Gonzalez 1991. Euryopis elenae ingår i släktet Euryopis och familjen klotspindlar. Inga underarter finns listade i Catalogue of Life.